# Neuroleon striolatus
Neuroleon striolatus är en insektsart som först beskrevs av Navás 1914.  Neuroleon striolatus ingår i släktet Neuroleon och familjen myrlejonsländor. Inga underarter finns listade i Catalogue of Life.